# 다니시게 모토노부
다니시게 모토노부(일본어: 谷繁 元信, 1970년 12월 21일 ~ )는 일본의 전 프로 야구 선수이자 야구 지도자, 야구 해설가·평론가이다. 히로시마현 히바군 도조정(현: 쇼바라시) 가와니시 출신이며 현역 시절 포지션은 포수였다.
27년 연속 홈런 및 포수로서의 경기 출장 기록을 수립하여 기네스 세계 기록 보유자이다. 2014년 시즌부터 주니치 드래건스 선수 겸임 감독, 2016년 시즌에는 전임 감독을 맡았다.
통산 3021경기 출장은 일본 프로 야구(NPB) 기록이다.

## 인물

### 프로 입단 전
주고쿠 산지에 깊숙한 위치해 있는 히로시마현 히바 군 도조 정(현재의 쇼바라시)에서 태어나 고등학교는 시마네현 고쓰시에 있는 고노카와 고등학교(현재의 이와미치스이칸 고등학교)에 진학하였다. 원래는 투수로서 입단하였지만 연습 경기에서는 홈런을 자주 허용하면서 1개월 후에 감독으로부터 포수로 전향하라는 명령을 받았다. 그 후 다니시게는 “감독이 무서워서 거역할 수 없었다”라고 말했다.
여름에 열린 고시엔 대회에 두 차례나 출전했고 특히 1988년 하계 시마네 현 대회 예선에서 5경기 모두 7개의 홈런을 때려내는 등 고시엔 대회 8강에 진출하는 기여를 했다. 포수로서는 고교 통산 42개 홈런을 기록하면서 에토 아키라와 함께 ‘동쪽의 에토, 서쪽의 다니시게’라고 불렸다.
1988년 프로 야구 드래프트 회의에서 1순위로 지명을 받아 요코하마 다이요 웨일스에 입단하여 기대의 의미를 담아 야마시타 다이스케가 달았던 등번호를 1번으로 배정받았다.

### 다이요·요코하마 시절

#### 1989년 ~ 1992년
고바 다케시 감독으로부터 발탁되는 등 프로 1년차부터 1군에 출전했고 시모노세키 구장에서 열린 시범 경기에서는 요미우리 자이언츠의 상대 투수 사이토 마사키로부터 홈런을 때려내는 등 자신만의 타격 스타일을 살려 고졸 신인 포수로서는 1군에서의 개막전 출전을 완수했다. 정규 경기 첫 타석에서 첫 안타를 날리는 등 기대에 부응했지만 80경기에 출전하며 타율 1할 7푼 5리, 3홈런, 10타점이라는 저조한 성적을 남겼다.
1990년에 스도 유타카가 감독으로 취임하면서 세이부 라이온스로부터 영입한 아키모토 고사쿠와 병용되어 전년도까지 팀의 주전 포수였던 이치카와 가즈마사를 제3의 포수로 쫓아냈다. 그러나 타격면에서도 뚜렷한 성적이 나오지 않았기 때문에 1992년에 스도 감독이 팀 성적 부진에 대한 책임을 지고 사임하면서 에지리 아키라 수석 코치가 감독으로 승격한 이후 일시적으로 출전 기회가 박탈당하기도 했다.

#### 1993년 ~ 1997년
요코하마 다이요 웨일스로부터 요코하마 베이스타스라는 구단 이름이 바뀐 것을 계기로 등번호를 1번에서 8번으로 변경해 곤도 아키히토가 감독으로, 오야 아키히코가 배터리 코치로 취임, 오야의 지도로 리드를 포함한 수비가 성장했을 뿐만 아니라 타격면에도 급속도로 향상해 정포수의 자리를 차지했다. 오야 아키히코가 감독으로 승격한 1996년과 1997년에는 2년 연속으로 개막전 선발 투수로 등판한 모리타 고키와 함께 선발 배터리를 짰다(1997년 시즌 개막전은 나고야 돔에서의 첫 공식전).

#### 1998년 ~ 2001년
1998년에는 공수의 요점으로서 팀의 일본 시리즈 우승에 크게 기여하는 등 같은 해 골든 글러브상을 수상했고 구원 투수인 사사키 가즈히로와 함께 최우수 배터리상을 수상했다. 2001년에는 개인 최다인 시즌 20개의 홈런을 기록, 그 해의 오프에는 FA의 자격을 얻었다. 당초에는 메이저 리그의 이적을 목표로 하고 있었지만 조건 면에서 타협하지 않았기 때문에 결국에는 주니치 드래건스로 이적했다. 이것에 의해 주니치의 주전 포수인 나카무라 다케시가 트레이드를 직소하여 현금 트레이드로 요코하마에 이적했는데 결과적으로 양팀의 주전 포수가 바뀌는 형태가 되었다.

### 주니치 시절

#### 2003년 ~ 2005년
2003년 시즌 종료 후 오치아이 히로미쓰가 감독으로 취임하면서 주전 포수의 에이스 넘버는 모리 마사히코가 달았던 27번, 혹은 다부치 고이치가 부착했던 22번이라는 오치아이 감독의 지론에 의해 등번호를 27번으로 변경했다. 주전 포수로서 2004년에는 팀의 리그 우승에 기여하여 이후 일본 시리즈 3차전에서는 만루 홈런을 때려냈다.

#### 2006년
그 해 월드 베이스볼 클래식 일본 대표팀 선수로 발탁되어 본선 경기인 미국전에서 선발 멤버로 출전해 포수 마스크를 썼다. 이후 정규 경기인 7월 26일의 한신 타이거스전에서 포수로서는 사상 4번째인 통산 2000경기 출전을 달성했다. 타율, 안타 개수, 루타수, 도루 개수는 규정 타석을 채운 선수 중에서 리그 최저를 기록했고 8년 만에 골든 글러브상을 수상했다.

#### 2007년
8월 8일의 히로시마 도요 카프전에서 프로 야구 역대 47번째가 되는 통산 300개의 2루타를 달성했고, 8월 10일 요미우리전에서는 기록 경신중이었던 포수로서의 연속 수비 기회무실책 프로 야구 기록이 1708차례로 멈췄다. 타율, 득점, 안타 개수, 3루타, 루타수, 도루 개수에서는 규정 타석에 이르고 있는 가운데 리그 최저를 기록했지만 전년도에 이어 골든 글러브상을 수상했다. 동료인 가와카미 겐신도 2년 연속으로 수상하고 있어 같은 팀의 동일 배터리에 의한 2년 연속 수상은 센트럴 리그에서 처음이었다.

#### 2008년

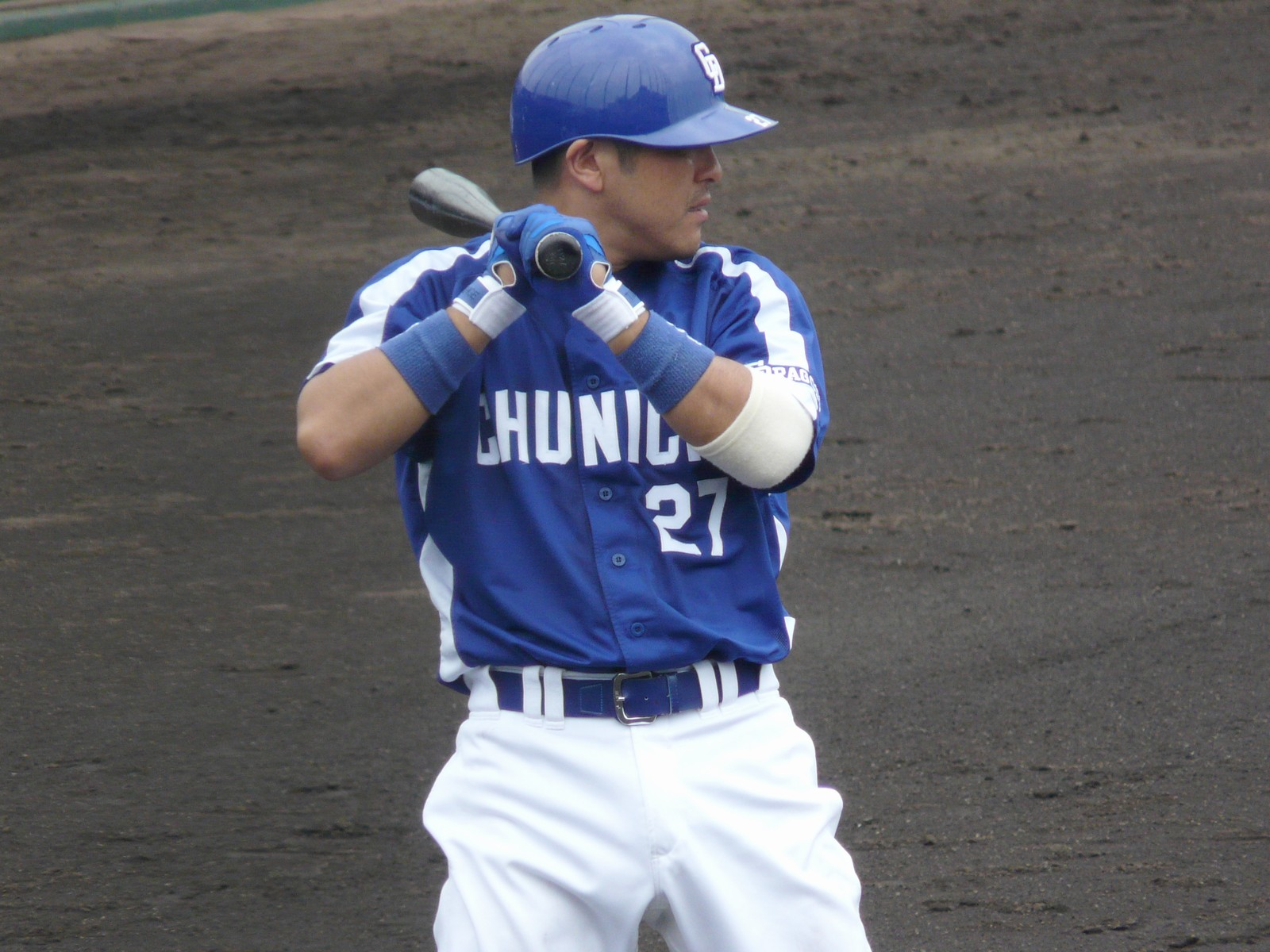
타석에서의 다니시게(2008년)

6월에는 오른쪽 옆구리 통증으로 등록이 말소되었고 이적 후 처음으로 2군에서 경기 출전하였다. 또 2004년에는 부상 당했던 허리 상태도 나빠졌고 다리가 저릴 정도의 건강 상태가 나빠졌다. 요추의 추간협착증이라는 진단을 받으면서 그 해 오프, 허리에 있는 뼈의 일부를 깎아내는 수술을 받았다.

#### 2009년
시즌 개막 직후부터 오른쪽 장딴지 부상으로 인해 약 1개월 간 결장했고 7월 5일의 한신전에서는 포수로서 노무라 가쓰야에게 계속되는 역대 2위인 통산 2328경기 출장을 달성했다. 9월 1일에는 개인 통산 200호 홈런과 함께 200개의 희생타를 달성했다(양쪽 모두를 달성한 것은 역대 3번째). 9월에는 프로 야구 사상 최초인 4번째의 FA권을 취득했고 프로 21년차에 본인으로서는 처음으로 10할대(에러 없음)의 수비율을 달성하여 골든 글러브상을 수상했다.

#### 2010년
이듬해 7월 28일, 포수로서는 노무라 가쓰야 이후의 2500경기 출장을 달성했는데 이 기록은 프로 야구 역대 8번째였다. 타격 부진으로 인해 결장은 있었지만 시즌을 통해 등록이 말소되지 않았고 팀의 4년 만에 리그 우승에 기여했다.

#### 2011년
6월 4일, 사이타마 세이부 라이온스전에서의 5회 수비 도중 다카야마 히사시와의 클로즈 플레이로 왼쪽 무릎 인대가 손상되어 약 2개월간 등록이 말소되었다. 다니시게가 부재된 사이에 팀은 15승 1무 21패의 성적으로 부진하였지만 다니시게는 그 와중에 재활 훈련과 상반신을 이용한 근력 트레이닝에 임하여 7월 29일 1군으로 복귀한 이후 타율 3할 1리, 23타점을 기록하면서 타격면에서의 좋은 모습을 보여주었다. 9월 말에는 10경기 연속 타점을 기록하는 등 페넌트레이스 종반에 팀의 역전 우승에 큰 기여를 했다. 8월 25일 도쿄 야쿠르트 스왈로스전(메이지 진구 야구장)에서는 프로 23년째이자 통산 2594경기째에 프로 입문 이후 처음으로 1루수로서 선발 출전을 했는데 1루수에 한정하지 않고 정규 시즌에서 포수 이외의 수비에 오른 것은 처음이다.
그러나 포스트 시즌에서는 극심한 부진에 시달렸는데 야쿠르트와의 클라이맥스 시리즈 파이널 스테이지에서는 모두 선발 출전했지만 무안타로 끝났다. 계속되는 후쿠오카 소프트뱅크 호크스와의 일본 시리즈에서도 모두 선발 출전했지만 무안타는 계속돼 11월 20일 7차전에서는 3회 첫 타석에서 삼진을 당한 시점에서 1989년 긴테쓰 버펄로스의 오이시 다이지로가 세운 이후 21타수 연속 무안타라는 불명예스런 기록을 남겼다.

#### 2012년
4월 25일 야쿠르트전에서는 홈런을 때려내 신인때부터 24년 연속 홈런이라는 신기록을 달성했고 7월 26일의 한신전에서도 2점 홈런을 때려내면서 이 홈런에 의한 통산 3000루타를 달성했다.

## 플레이 스타일

### 타격
타격 부문에서 타이틀을 획득했던 적은 한 번도 없었다. 1996년에는 한 차례만 3할 대의 타율에 도달했던 적은 있지만 4차례나 센트럴 리그 규정 타석 도달자 중에 낮은 타율을 기록하고 있다. 그러나 두 자릿수 홈런을 8차례 기록하는 등의 장타력은 있어 다음 타자가 투수인 경우가 많은 8번 타자로 타석에 들어선 것이 많은 것으로부터 볼넷과 고의 사구가 많아 타율보다 1할 이상 높은 출루율을 기록한 시즌이 7차례 있는 것 외에도 2011년 종료 시점을 기준으로 현역 선수로서는 최다 고의 사구를 기록하고 있다. 한편 희생 번트도 자신의 특기로 여기고 있어 대부분은 1루 방향으로 타구를 굴린다.
타순에는 기본적으로 8번 혹은 7번 타자이지만 주니치에 이적한 이후에는 주력 타자의 전력 이탈 시에 5번이나 6번 타자로 기용되는 경기도 증가되었다. 2004년과 2006년에 후쿠도메 고스케가 전력에서 이탈돼 높은 출루율과 득점권 타율이 기대되면서 3번 타자로 기용된 적도 있었다. 2004년 일본 시리즈에서도 후쿠도메가 부족한 타선 가운데 2차전 이후의 전체 6경기에서 6번으로 기용되었다.

### 수비
포수로서는 몸집이 작은 체격이지만 골든 글러브상을 6차례, 최우수 배터리상을 4차례나 수상했는데 특히 포구와 도루 저지가 뛰어나면서 도루 저지율이 리그 1위인 5차례를 기록하고 있다. 투수에게 상대 타자의 약점을 철저히 찌르게 하는 공격적인 리드를 한다.

## 상세 정보

### 출신 학교
- 고노카와 고등학교

### 선수 경력
- 요코하마 다이요 웨일스·요코하마 베이스타스(1989년 ~ 2001년)
- 주니치 드래건스(2002년 ~ 2015년)

국가 대표 경력
- 2006년 월드 베이스볼 클래식 일본 국가대표

### 지도자 경력
- 주니치 드래건스 감독(2014년 ~ 2016년)

### 수상·타이틀 경력
- 베스트 나인: 1회(1998년) ※
- 골든 글러브상: 6회(1998년, 2006년, 2007년, 2009년, 2011년, 2012년)
- 최우수 배터리상: 4회
  - 1998년, 투수: 사사키 가즈히로
  - 2004년, 투수: 가와카미 겐신
  - 2006년, 투수: 가와카미 겐신
  - 2011년, 투수: 요시미 가즈키
- JA 전농 Go·Go상: 1회(최다 도루 저지상: 2012년 7월)
- 일본 시리즈 우수 선수상: 1회(2004년)
- 센트럴 리그 연맹 특별 수상: 2회(특별상: 2014년, 공로상: 2015년)
- 커미셔너 특별 수상: 1회(특별상: 2015년)
- 쇼바라시 고향 공로상 (2008년)[1]
- 쇼바라시 시민영예상(2014년)[1]
- 일본 야구 전당 헌액자(2024년)

### 개인 기록

#### 첫 기록
- 첫 출장: 1989년 4월 11일, 대 히로시마 도요 카프 1차전(요코하마 스타디움), 8회말에 오카모토 도루의 대타로서 출장
- 첫 타석·첫 안타: 상동, 8회말에 가와구치 가즈히사로부터 좌전 안타
- 첫 선발 출장: 1989년 5월 18일, 대 야쿠르트 스왈로스 8차전(요코하마 스타디움), 7번·포수로서 선발 출장
- 첫 타점: 1989년 5월 21일, 대 한신 타이거스 6차전(한신 고시엔 구장), 5회초에 이케다 지카후사로부터 적시 3루타
- 첫 홈런: 1989년 5월 27일, 대 야쿠르트 스왈로스 9차전(가시와자키 시 사토가이케 야구장), 5회초에 오바나 다카오로부터 솔로 홈런
- 첫 도루: 1990년 4월 7일, 대 주니치 드래건스 1차전(나고야 구장), 11회초에 2루 안착(투수: 요다 쓰요시, 포수: 나카무라 다케시)

#### 기록 달성 경력
- 통산 1000경기 출장: 1998년 8월 25일, 대 한신 타이거스 22차전(한신 고시엔 구장), 8번·포수로서 선발 출장 ※역대 347번째(이이다 데쓰야와 같은 날에 달성)
- 통산 100홈런: 2001년 10월 3일, 대 히로시마 도요 카프 27차전(히로시마 시민 구장), 2회초에 다카하시 겐으로부터 우월 2점 홈런 ※역대 217번째
- 통산 1000안타: 2001년 10월 9일, 대 주니치 드래건스 27차전(요코하마 스타디움), 3회말에 아사쿠라 겐타로부터 중전 안타 ※역대 208번째
- 통산 1500경기 출장: 2002년 8월 1일, 대 요미우리 자이언츠 20차전(도쿄 돔), 8번·포수로서 선발 출장 ※역대 137번째
- 통산 1000삼진: 2003년 8월 6일, 대 히로시마 도요 카프 19차전(나고야 돔), 2회말에 다카하시 겐으로부터 ※역대 34번째
- 통산 150홈런: 2004년 5월 18일, 대 히로시마 도요 카프 7차전(히로시마 시민 구장), 5회초에 다카하시 겐으로부터 좌월 2점 홈런 ※역대 136번째
- 통산 2000경기 출장: 2006년 7월 26일, 대 한신 타이거스 9차전(나고야 돔), 7번·포수로서 선발 출장 ※역대 36번째
- 통산 1500안타: 2006년 10월 9일, 대 도쿄 야쿠르트 스왈로스 21차전(메이지 진구 야구장), 4회초에 이시카와 마사노리로부터 우중간 적시 2루타 ※역대 90번째
- 통산 2루타 300개: 2007년 8월 8일, 대 히로시마 도요 카프 14차전(나고야 돔), 4회말에 미야자키 미치토로부터 우익 펜스 직격 적시 2루타 ※역대 47번째
- 통산 1500삼진: 2009년 8월 14일, 대 도쿄 야쿠르트 스왈로스 16차전(나고야 돔), 2회말에 무라나카 교헤이로부터 ※역대 7번째
- 통산 200홈런: 2009년 9월 1일, 대 히로시마 도요 카프 19차전(하마마쓰 구장), 3회말에 이마이 게이스케로부터 좌월 솔로 홈런 ※역대 94번째
- 통산 200희생타: 상동, 7회말에 아오키 하야토로부터 ※역대 29번째(통산 200홈런과 200희생타를 양쪽 모두 달성한 것은 다카기 모리미치와 이시게 히로미치 이래 역대 3번째)
- 통산 2500경기 출장: 2010년 7월 28일, 대 요미우리 자이언츠 14차전(도쿄 돔), 7번·포수로서 선발 출장 ※역대 9번째
- 통산 100사구: 상동, 11회초에 야마구치 데쓰야로부터 ※역대 15번째
- 통산 2루타 350개: 2011년 9월 19일, 대 요미우리 자이언츠 19차전(도쿄 돔), 5회초에 노마구치 다카히코로부터 좌익선상 적시 2루타 ※역대 32번째
- 통산 1000볼넷: 2012년 4월 10일, 대 요미우리 자이언츠 1차전(도쿄 돔), 6회초에 오노 준페이로부터 ※역대 13번째
- 통산 3000루타: 2012년 7월 27일, 대 한신 타이거스 14차전(나고야 돔), 8회말에 후쿠하라 시노부로부터 좌월 2점 홈런 ※역대 50번째
- 통산 2000안타: 2013년 5월 6일, 대 도쿄 야쿠르트 스왈로스 7차전(메이지 진구 야구장), 6회초에 오시모토 다케히코로부터 우전 안타 ※역대 44번째
- 통산 1000타점: 2013년 6월 13일, 대 사이타마 세이부 라이온스 4차전(세이부 돔), 9회초에 데니스 사파테로부터 중전 동점 적시타 ※역대 40번째
- 통산 10000타석: 2013년 9월 23일, 대 요코하마 DeNA 베이스타스 23차전(요코하마 스타디움), 9회초의 4번째 타석에서 달성 ※역대 9번째
- 통산 250희생타: 2014년 10월 1일, 대 요코하마 DeNA 베이스타스 23차전(나고야 돔), 2회말에 기예르모 모스코소로부터 투수 앞 희생타 ※역대 18번째
- 통산 3000경기 출장: 2015년 4월 30일, 대 요미우리 자이언츠 6차전(도쿄 돔), 8번·포수로서 선발 출장 ※역대 2번째

#### 기타
- 수비 기회 연속 무실책: 1708차례(2006년 4월 4일 ~ 2007년 8월 10일) ※센트럴 리그 역대 2위
- 연속 시즌 안타: 27년(1989년 ~ 2015년) ※NPB 기록
- 연속 시즌 홈런: 27년(1989년 ~ 2015년) ※NPB 기록
- 구단 최고령 홈런: 44세 4개월 13일, 2015년 5월 4일(NPB 기록은, 이와모토 요시유키의 45세 5개월 7일)
- 최고령 맹타상: 44세 4개월 13일, 2015년 5월 4일 ※센트럴 리그 기록(NPB 기록은 오치아이 히로미쓰의 44세 5개월, 1998년 5월 16일)
- 올스타전 최고령 안타 기록: 43세 6개월, 2014년 1차전(세이부 돔)
- 포수로서 경기 출장: 2922경기 ※NPB 기록, 2014년 8월 27일 현재
- 2000안타 달성자에 의한 시즌 최고 안타 최저 기록: 126안타(1999년)
- 통산 삼진: 1838개 ※역대 3위, 센트럴 리그 기록. 리그 최다 삼진을 기록하지 않은 선수 중에서는 역대 최다
- 통산 볼넷: 1133개 ※역대 10위, 리그 최다 볼넷을 기록하지 않은 선수 중에서는 역대 최다
- 통산 몸에 맞는 공: 114개 ※역대 공동 15위, 리그 최다 몸에 맞는 공을 기록하지 않은 선수 중에서는 역대 최다

#### 올스타전
- 올스타전 출장: 12회(1993년, 1997년 ~ 2002년, 2005년, 2007년, 2012년 ~ 2014년)
- 최고령 안타: 43세 6개월, 2014년 1차전(세이부 돔)

### 등번호
- 1(1989년 ~ 1992년)
- 8(1993년 ~ 2001년)
- 7(2002년 ~ 2003년)
- 27(2004년 ~ 2016년)

### 연도별 타격 성적
| 연 도      | 소 속           | 경 기 | 타 석 | 타 수 | 득 점 | 안 타 | 2 루 타 | 3 루 타 | 홈 런 | 루 타 | 타 점 | 도 루 | 도 루 자 | 희 생 번 | 희 생 플 | 볼 넷 | 고 4 | 사 구 | 삼 진 | 병 살 타 | 타 율 | 출 루 율 | 장 타 율 | O P S |
| ---------- | --------------- | ----- | ----- | ----- | ----- | ----- | ------- | ------- | ----- | ----- | ----- | ----- | -------- | -------- | -------- | ----- | ---- | ----- | ----- | -------- | ----- | -------- | -------- | ----- |
| 1989년     | 다이요 요코하마 | 80    | 171   | 154   | 9     | 27    | 2       | 2       | 3     | 42    | 10    | 0     | 0        | 1        | 1        | 13    | 3    | 2     | 43    | 4        | .175  | .247     | .273     | .520  |
| 1990년     | 다이요 요코하마 | 75    | 182   | 154   | 8     | 27    | 7       | 0       | 3     | 43    | 16    | 2     | 0        | 8        | 1        | 17    | 3    | 2     | 36    | 4        | .175  | .264     | .279     | .544  |
| 1991년     | 다이요 요코하마 | 82    | 221   | 186   | 24    | 44    | 9       | 3       | 5     | 74    | 24    | 5     | 1        | 8        | 2        | 20    | 2    | 5     | 39    | 8        | .237  | .324     | .398     | .722  |
| 1992년     | 다이요 요코하마 | 74    | 186   | 162   | 16    | 31    | 9       | 0       | 2     | 46    | 9     | 0     | 0        | 4        | 0        | 18    | 5    | 2     | 34    | 2        | .191  | .280     | .284     | .564  |
| 1993년     | 다이요 요코하마 | 114   | 343   | 290   | 22    | 68    | 10      | 2       | 4     | 94    | 26    | 3     | 0        | 7        | 0        | 40    | 8    | 6     | 74    | 6        | .234  | .339     | .324     | .663  |
| 1994년     | 다이요 요코하마 | 129   | 415   | 359   | 29    | 82    | 19      | 2       | 5     | 120   | 36    | 0     | 1        | 8        | 1        | 42    | 5    | 5     | 94    | 8        | .228  | .317     | .334     | .651  |
| 1995년     | 다이요 요코하마 | 93    | 203   | 181   | 16    | 45    | 7       | 1       | 6     | 72    | 21    | 1     | 0        | 5        | 0        | 17    | 2    | 0     | 39    | 2        | .249  | .313     | .398     | .711  |
| 1996년     | 다이요 요코하마 | 127   | 456   | 380   | 36    | 114   | 25      | 3       | 8     | 169   | 54    | 2     | 3        | 14       | 3        | 53    | 7    | 6     | 70    | 10       | .300  | .391     | .445     | .836  |
| 1997년     | 다이요 요코하마 | 128   | 489   | 397   | 42    | 92    | 19      | 2       | 13    | 154   | 46    | 2     | 1        | 25       | 3        | 61    | 9    | 3     | 71    | 14       | .232  | .336     | .388     | .724  |
| 1998년     | 다이요 요코하마 | 134   | 538   | 461   | 50    | 117   | 23      | 1       | 14    | 184   | 55    | 1     | 2        | 6        | 4        | 62    | 7    | 5     | 83    | 13       | .254  | .346     | .399     | .745  |
| 1999년     | 다이요 요코하마 | 122   | 491   | 427   | 55    | 126   | 23      | 0       | 11    | 182   | 51    | 0     | 1        | 7        | 5        | 46    | 13   | 6     | 45    | 16       | .295  | .368     | .426     | .794  |
| 2000년     | 다이요 요코하마 | 122   | 493   | 446   | 35    | 112   | 21      | 0       | 9     | 160   | 44    | 0     | 0        | 3        | 1        | 41    | 6    | 2     | 91    | 20       | .251  | .316     | .359     | .675  |
| 2001년     | 다이요 요코하마 | 137   | 532   | 447   | 54    | 117   | 19      | 2       | 20    | 200   | 70    | 4     | 2        | 9        | 1        | 65    | 8    | 10    | 107   | 6        | .262  | .367     | .447     | .815  |
| 2002년     | 주니치          | 130   | 515   | 446   | 53    | 96    | 21      | 0       | 24    | 189   | 78    | 4     | 0        | 10       | 2        | 49    | 8    | 8     | 116   | 8        | .215  | .303     | .424     | .727  |
| 2003년     | 주니치          | 112   | 426   | 367   | 48    | 97    | 20      | 1       | 18    | 173   | 69    | 3     | 2        | 8        | 4        | 42    | 2    | 5     | 90    | 11       | .264  | .344     | .471     | .816  |
| 2004년     | 주니치          | 121   | 472   | 408   | 47    | 106   | 11      | 0       | 18    | 171   | 68    | 1     | 0        | 11       | 6        | 42    | 7    | 5     | 92    | 10       | .260  | .332     | .419     | .751  |
| 2005년     | 주니치          | 141   | 537   | 449   | 58    | 105   | 22      | 0       | 14    | 169   | 65    | 3     | 2        | 8        | 6        | 69    | 5    | 5     | 106   | 10       | .234  | .338     | .376     | .715  |
| 2006년     | 주니치          | 141   | 520   | 428   | 48    | 100   | 22      | 1       | 9     | 151   | 38    | 0     | 0        | 13       | 3        | 71    | 16   | 5     | 102   | 12       | .234  | .347     | .353     | .700  |
| 2007년     | 주니치          | 134   | 474   | 382   | 33    | 90    | 15      | 0       | 6     | 123   | 44    | 0     | 1        | 19       | 5        | 62    | 15   | 6     | 85    | 10       | .236  | .347     | .322     | .669  |
| 2008년     | 주니치          | 113   | 384   | 329   | 27    | 77    | 18      | 0       | 2     | 101   | 27    | 0     | 1        | 9        | 1        | 39    | 4    | 6     | 45    | 9        | .234  | .325     | .307     | .632  |
| 2009년     | 주니치          | 115   | 369   | 298   | 32    | 62    | 7       | 0       | 9     | 96    | 33    | 0     | 0        | 19       | 4        | 44    | 8    | 3     | 62    | 9        | .208  | .312     | .322     | .634  |
| 2010년     | 주니치          | 110   | 367   | 308   | 23    | 75    | 15      | 0       | 7     | 111   | 32    | 0     | 1        | 11       | 1        | 42    | 4    | 5     | 81    | 5        | .244  | .343     | .360     | .703  |
| 2011년     | 주니치          | 102   | 330   | 277   | 26    | 71    | 10      | 0       | 6     | 99    | 31    | 0     | 0        | 12       | 1        | 38    | 5    | 2     | 51    | 5        | .256  | .349     | .357     | .706  |
| 2012년     | 주니치          | 134   | 458   | 386   | 15    | 88    | 14      | 0       | 5     | 117   | 32    | 0     | 1        | 14       | 2        | 52    | 3    | 4     | 67    | 15       | .228  | .324     | .303     | .627  |
| 2013년     | 주니치          | 130   | 438   | 379   | 19    | 82    | 12      | 0       | 6     | 112   | 34    | 1     | 2        | 6        | 3        | 46    | 2    | 4     | 70    | 11       | .216  | .306     | .296     | .601  |
| 2014년     | 주니치          | 91    | 274   | 226   | 15    | 44    | 11      | 0       | 1     | 58    | 23    | 0     | 1        | 5        | 2        | 39    | 1    | 2     | 36    | 8        | .195  | .316     | .257     | .573  |
| 2015년     | 주니치          | 30    | 52    | 47    | 4     | 13    | 2       | 0       | 1     | 18    | 4     | 0     | 0        | 2        | 0        | 3     | 0    | 0     | 9     | 0        | .277  | .320     | .383     | .703  |
| 통산: 27년 | 통산: 27년      | 3021  | 10336 | 8774  | 844   | 2108  | 393     | 20      | 229   | 3228  | 1040  | 32    | 22       | 252      | 62       | 1133  | 160  | 114   | 1838  | 236      | .240  | .333     | .368     | .703  |

- 굵은 글씨는 시즌 최고 성적, 붉은색 글씨는 일본 프로 야구 역대 최고 성적.
- 다이요(요코하마 다이요 웨일스)는 1993년에 요코하마(요코하마 베이스타스)로 구단명을 변경.

### WBC에서의 타격 성적
| 연 도 | 대 표 | 경 기 | 타 석 | 타 수 | 득 점 | 안 타 | 2 루 타 | 3 루 타 | 홈 런 | 루 타 | 타 점 | 도 루 | 도 루 자 | 희 생 번 | 희 생 플 | 볼 넷 | 고 4 | 몸 맞 | 삼 진 | 병 살 타 | 타 율 | 출 루 율 | 장 타 율 |
| ----- | ----- | ----- | ----- | ----- | ----- | ----- | ------- | ------- | ----- | ----- | ----- | ----- | -------- | -------- | -------- | ----- | ---- | ----- | ----- | -------- | ----- | -------- | -------- |
| 2006  | 일본  | 2     | 4     | 4     | 0     | 0     | 0       | 0       | 0     | 0     | 0     | 0     | 0        | 0        | 0        | 0     | 0    | 0     | 3     | 1        | .000  | .000     | .000     |

### 연도별 수비 성적
| 연도 | 소속            | 포수  | 포수  | 포수  | 포수  | 포수  | 포수  | 포수     | 포수      | 포수      | 포수     | 포수     | 1루   | 1루   | 1루   | 1루   | 1루   | 1루      |
| 연도 | 소속            | 경 기 | 척 살 | 보 살 | 실 책 | 병 살 | 포 일 | 수 비 율 | 도루 시도 | 도루 허용 | 도 루 자 | 저 지 율 | 경 기 | 척 살 | 보 살 | 실 책 | 병 살 | 수 비 율 |
| ---- | --------------- | ----- | ----- | ----- | ----- | ----- | ----- | -------- | --------- | --------- | -------- | -------- | ----- | ----- | ----- | ----- | ----- | -------- |
| 1989 | 다이요 요코하마 | 75    | 296   | 38    | 5     | 3     | 5     | .985     | 50        | 32        | 18       | .360     | -     | -     | -     | -     | -     | -        |
| 1990 | 다이요 요코하마 | 73    | 344   | 33    | 2     | 1     | 2     | .995     | 42        | 25        | 17       | .405     | -     | -     | -     | -     | -     | -        |
| 1991 | 다이요 요코하마 | 79    | 416   | 41    | 4     | 6     | 8     | .991     | 53        | 31        | 22       | .415     | -     | -     | -     | -     | -     | -        |
| 1992 | 다이요 요코하마 | 69    | 356   | 32    | 2     | 3     | 2     | .995     | 37        | 26        | 11       | .297     | -     | -     | -     | -     | -     | -        |
| 1993 | 다이요 요코하마 | 109   | 667   | 64    | 3     | 14    | 3     | .996     | 46        | 30        | 16       | .348     | -     | -     | -     | -     | -     | -        |
| 1994 | 다이요 요코하마 | 127   | 809   | 64    | 6     | 12    | 4     | .993     | 76        | 46        | 30       | .395     | -     | -     | -     | -     | -     | -        |
| 1995 | 다이요 요코하마 | 92    | 390   | 40    | 2     | 6     | 1     | .995     | 51        | 32        | 19       | .373     | -     | -     | -     | -     | -     | -        |
| 1996 | 다이요 요코하마 | 125   | 858   | 83    | 10    | 15    | 4     | .989     | 101       | 59        | 42       | .416     | -     | -     | -     | -     | -     | -        |
| 1997 | 다이요 요코하마 | 128   | 1003  | 74    | 5     | 10    | 7     | .995     | 70        | 47        | 23       | .329     | -     | -     | -     | -     | -     | -        |
| 1998 | 다이요 요코하마 | 133   | 899   | 93    | 5     | 18    | 4     | .995     | 92        | 55        | 37       | .402     | -     | -     | -     | -     | -     | -        |
| 1999 | 다이요 요코하마 | 122   | 806   | 82    | 4     | 8     | 5     | .996     | 95        | 58        | 37       | .389     | -     | -     | -     | -     | -     | -        |
| 2000 | 다이요 요코하마 | 122   | 871   | 79    | 3     | 15    | 2     | .997     | 79        | 52        | 27       | .342     | -     | -     | -     | -     | -     | -        |
| 2001 | 다이요 요코하마 | 137   | 828   | 109   | 3     | 20    | 3     | .997     | 81        | 37        | 44       | .543     | -     | -     | -     | -     | -     | -        |
| 2002 | 주니치          | 129   | 971   | 73    | 6     | 25    | 7     | .994     | 58        | 30        | 28       | .483     | -     | -     | -     | -     | -     | -        |
| 2003 | 주니치          | 110   | 770   | 42    | 2     | 6     | 7     | .998     | 48        | 33        | 15       | .313     | -     | -     | -     | -     | -     | -        |
| 2004 | 주니치          | 120   | 887   | 49    | 2     | 14    | 9     | .998     | 45        | 28        | 17       | .378     | -     | -     | -     | -     | -     | -        |
| 2005 | 주니치          | 140   | 1014  | 65    | 2     | 14    | 6     | .998     | 55        | 31        | 24       | .436     | -     | -     | -     | -     | -     | -        |
| 2006 | 주니치          | 138   | 1006  | 79    | 1     | 10    | 3     | .999     | 57        | 34        | 23       | .404     | -     | -     | -     | -     | -     | -        |
| 2007 | 주니치          | 133   | 908   | 58    | 3     | 12    | 9     | .997     | 57        | 34        | 23       | .404     | -     | -     | -     | -     | -     | -        |
| 2008 | 주니치          | 113   | 737   | 51    | 3     | 10    | 3     | .996     | 64        | 43        | 21       | .328     | -     | -     | -     | -     | -     | -        |
| 2009 | 주니치          | 114   | 689   | 64    | 0     | 11    | 7     | 1.000    | 53        | 36        | 17       | .321     | -     | -     | -     | -     | -     | -        |
| 2010 | 주니치          | 109   | 639   | 61    | 6     | 8     | 4     | .992     | 63        | 40        | 23       | .365     | -     | -     | -     | -     | -     | -        |
| 2011 | 주니치          | 100   | 524   | 48    | 1     | 9     | 1     | .998     | 37        | 27        | 10       | .270     | 1     | 5     | 0     | 0     | 1     | 1.000    |
| 2012 | 주니치          | 131   | 736   | 75    | 1     | 12    | 5     | .999     | 72        | 46        | 26       | .361     | -     | -     | -     | -     | -     | -        |
| 2013 | 주니치          | 122   | 681   | 65    | 1     | 9     | 5     | .999     | 86        | 71        | 15       | .174     | -     | -     | -     | -     | -     | -        |
| 2014 | 주니치          | 87    | 504   | 50    | 1     | 8     | 2     | .998     | 66        | 50        | 16       | .242     | -     | -     | -     | -     | -     | -        |
| 2015 | 주니치          | 26    | 101   | 13    | 0     | 3     | 1     | 1.000    | 13        | 8         | 5        | .385     | -     | -     | -     | -     | -     | -        |
| 通算 | 通算            | 2963  | 18710 | 1625  | 83    | 282   | 119   | .996     | 1647      | 1041      | 606      | .368     | 1     | 5     | 0     | 0     | 1     | 1.000    |

- 굵은 글씨는 시즌 최고 성적, 붉은색 글씨는 NPB에서의 역대 최고 기록
- 연도에서 굵은 글씨는 골든 글러브상 수상 연도.

### 연도별 감독 성적
| 2014년    | 주니치    | 4위       | 144 | 67  | 73  | 4  | .479 | 13.5         | 87           | .258         | 3.69         | 43세         |              |              |
| 2015년    | 주니치    | 5위       | 143 | 62  | 77  | 4  | .446 | 13.0         | 71           | .252         | 3.21         | 44세         |              |              |
| 2016년    | 주니치    | 6위       | 104 | 43  | 58  | 3  | .425 | 16.5         | 78           | .244         | 3.74         | 45세         |              |              |
| 통산: 3년 | 통산: 3년 | 통산: 3년 | 391 | 172 | 208 | 11 | .452 | B클래스: 3회 | B클래스: 3회 | B클래스: 3회 | B클래스: 3회 | B클래스: 3회 | B클래스: 3회 | B클래스: 3회 |

- ※통산 성적은 2016년 인플루엔자로 결장한 4월 22일 1경기(승리)와 휴양 생활에 들어간 8월 9일 이후의 성적은 포함하지 않음